# Херман I фон Лобдебург
Херман I фон Лобдебург (на немски: Hermann von Lobdeburg; † 2 март 1254, Вюрцбург) е епископ на Вюрцбург (1225 – 1254).

## Биография
Той е единственият син на граф Хартман III фон Лобдебург-Алерхайм († сл. 1203). Внук е на граф Хартман II фон Лобдебург († 1186), свободен господар на Аухаузен (1166), и съпругата му, дъщеря на Бурхард I фон Кверфурт, бургграф на Магдебург († ок. 1162). Племенник е на Ото I фон Лобдебург († 1223), епископ на Вюрцбург (1207 – 1223).
Роднина е на Рабодо фон Лобдебург († 1176), епископ на Шпайер (1173 – 1176), Конрад фон Кверфурт († 1142), архиепископ на Магдебург (1134 – 1142), и на Конрад I фон Кверфурт († 1202), епископ на Хилдесхайм (1194 – 1202) и Вюрцбург (1201 – 1202), канцлер на два римско-немски крале (1194 – 1201), и на Зигфрид фон Кверфурт († ок. 1150), епископ на Вюрцбург.
Херман I фон Лобдебург има успешни конфликти с графовете на Хенеберг, Ринек, Кастел и с последния граф на Херцогство Мерания. При разпространяването на римо-католическата вяра той спечелва територии. Епископ Херман I фон Лобдебург има военен конфликт с манастир Фулда и тръгва на война против Бамбергския епископ Екберт фон Андекс-Мерания.
Основат се женските манастири в Майдброн и Унтерцел. Епископ Херман I фон Лобдебург подкрепя династията Хоенщауфен.
Херман I фон Лобдебург придружава крал Хайнрих VII при пътуванията му, между другото през 1226 г. в Италия и на дворцово събрание във Вормс. В конфликта между император Фридрих II фон Хоенщауфен и папа Григорий IV той е на страната на императора. През 1238 г. той отива с войска през Алпите да му помогне. След това той и ландграф Хайнрих Распе от Тюрингия получават съветническа позиция.
В конфликта между крал Конрад IV с папа Инокентий IV епископ Херман I фон Лобдебург подкрепя ландграфа при кандидатурата му за геген-крал. По-късно той участва при избора на Вилхелм от Холандия.
Херман I фон Лобдебург умира на 2 март 1254 г. във Вюрцбург. Епископ на Вюрцбург (1255/1256) става Хайнрих фон Лайнинген.